# Rupes Cauchy

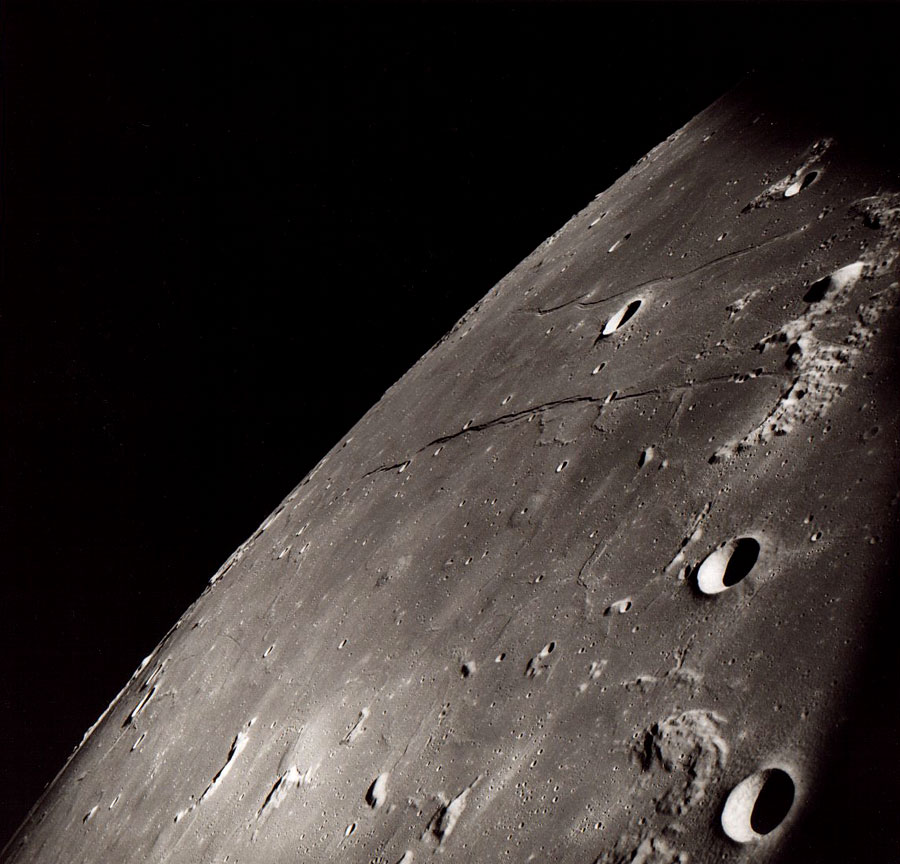
Kráter Cauchy (v horní části snímku), nad ním je brázda Rima Cauchy, pod ním zlom .Rupes Cauchy

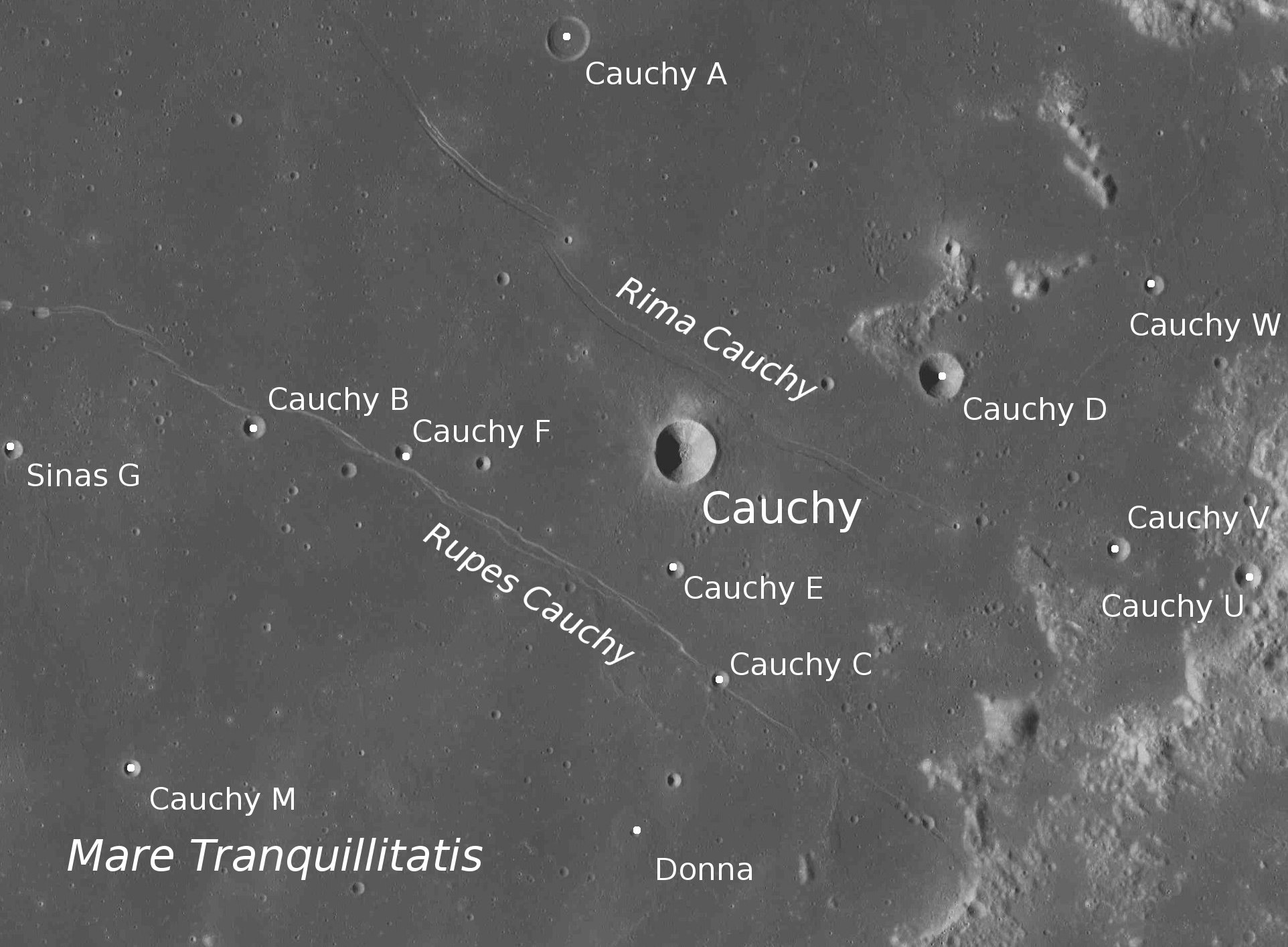
Poloha zlomu Rupes Cauchy

Rupes Cauchy je měsíční zlom nacházející se poblíž kráteru Cauchy (podle něhož získal své jméno) v Mare Tranquillitatis (Moře klidu) na přivrácené straně Měsíce. Táhne se ze severozápadu na jihovýchod, severněji se souběžně táhne brázda Rima Cauchy. Kráter Cauchy se nachází mezi brázdou a zlomem. Rupes Cauchy má délku cca 120 km. Severovýchodní stěna zlomu při východu Slunce vrhá výrazný stín.